# Adam Mitchell
Adam Thomas Mitchell (Vergoraz, 1º giugno 1996) è un calciatore croato naturalizzato neozelandese, difensore dell'Auckland City.

## Caratteristiche tecniche
È un centravanti.

## Carriera

### Nazionale
Ha giocato nella nazionale neozelandese Under-17.
Nel 2015 ha partecipato ai Mondiali Under-20.
Il 24 marzo 2018 ha esordito con la nazionale neozelandese disputando l'amichevole persa 1-0 contro il Canada.

## Palmarès

### Club

#### Competizioni nazionali
- New Zealand National League: 3

Auckland City: 2019-2020, 2022, 2024

#### Competizioni internazionali
- OFC Champions League: 3

Auckland City: 2023, 2024, 2025